# Constantin Noica

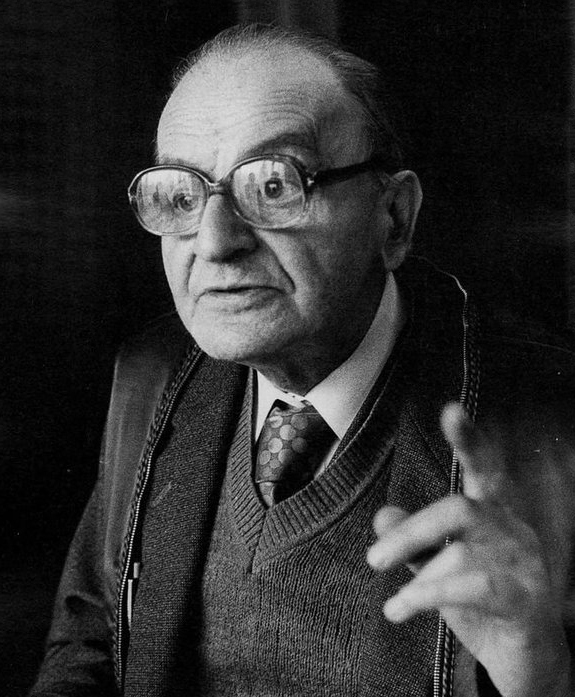
Constantin Noica in den 1970er Jahren

Constantin Noica (* 12. Julijul. / 25. Juli 1909greg. in Grosu, Gemeinde Vitănești, Kreis Teleorman; † 4. Dezember 1987 in Sibiu, Kreis Sibiu) war ein rumänischer Philosoph und Publizist. Er gilt als ein origineller Philosoph, der ein eigenartiges ontologisches System entwickelt hat.

## Leben

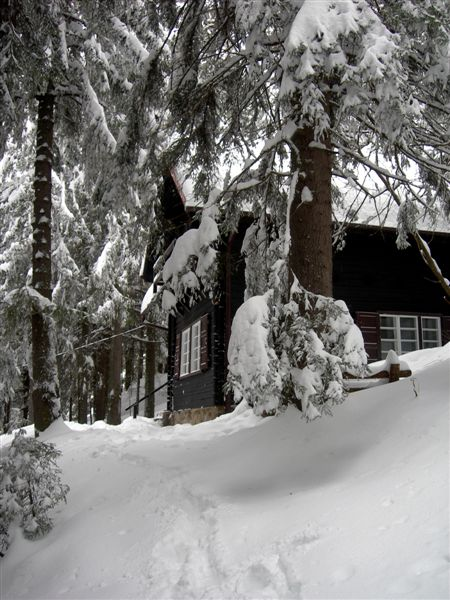
Noicas Hütte in Păltiniș

Noica studierte Philosophie in Bukarest. Das Thema der Examensarbeit lautete Problema lucrului în sine la Kant/Das Problem des Dings an sich bei Kant. Nach abgeleistetem Militärdienst arbeitete er zwei Jahre als Universitätsbibliothekar (1932–1934), bevor er mit mathematischen und klassisch-philologischen Studien begann. 1938 kam er zusammen mit Emil Cioran und Eugène Ionesco als Stipendiat nach Paris. Bei seiner Rückkehr nach Bukarest promovierte er mit der Dissertation Schiță pentru istoria lui cum e cu putință ceva nou / Skizze für eine geschichtliche Darstellung des Wie ist etwas Neues überhaupt möglich (1940). Im Sommer des Jahres 1940 trat er eine Stelle als Referent für Philosophie am Rumänischen Institut in Berlin an. Hier lernte er Eduard Spranger und Martin Heidegger persönlich kennen. Nach erneuter Rückkehr in seine Heimat hielt er sich bis 1948 in zahlreichen Dörfern Rumäniens auf und fand dabei neue Inspiration für seine Werke.
1949 wurde er zu zehn Jahren Verbannung nach Câmpulung-Muscel verurteilt, wo er bis 1958 blieb, philosophische Studien betrieb und Entwürfe für den ersten Teil seiner Ontologie veröffentlichte. Im Dezember des gleichen Jahres wurde er zu 25 Jahren Zwangsarbeit verurteilt. Er war einer der ersten politischen Gefangenen, für die sich Amnesty International einsetzte. Im Rahmen einer Generalamnestie wurde er im August 1964 freigelassen. Seine Erfahrungen im Gefängnis hat Noica in dem autobiographischen Buch „Rugaţi-vă pentru fratele Alexandru“ („Betet für Bruder Alexander“) geschildert. Hier vertritt er die Idee, dass die Täter einer Diktatur auch zu deren Opfern zählen, weil sie innerlich verstümmelt sind.
Seit 1965 lebte er in Bukarest, wo er als Forscher beim Zentrum für Logik der Rumänischen Akademie der Wissenschaften arbeitete. Hier fing er an, in seiner Wohnung Privatseminare für junge Philosophen abzuhalten.

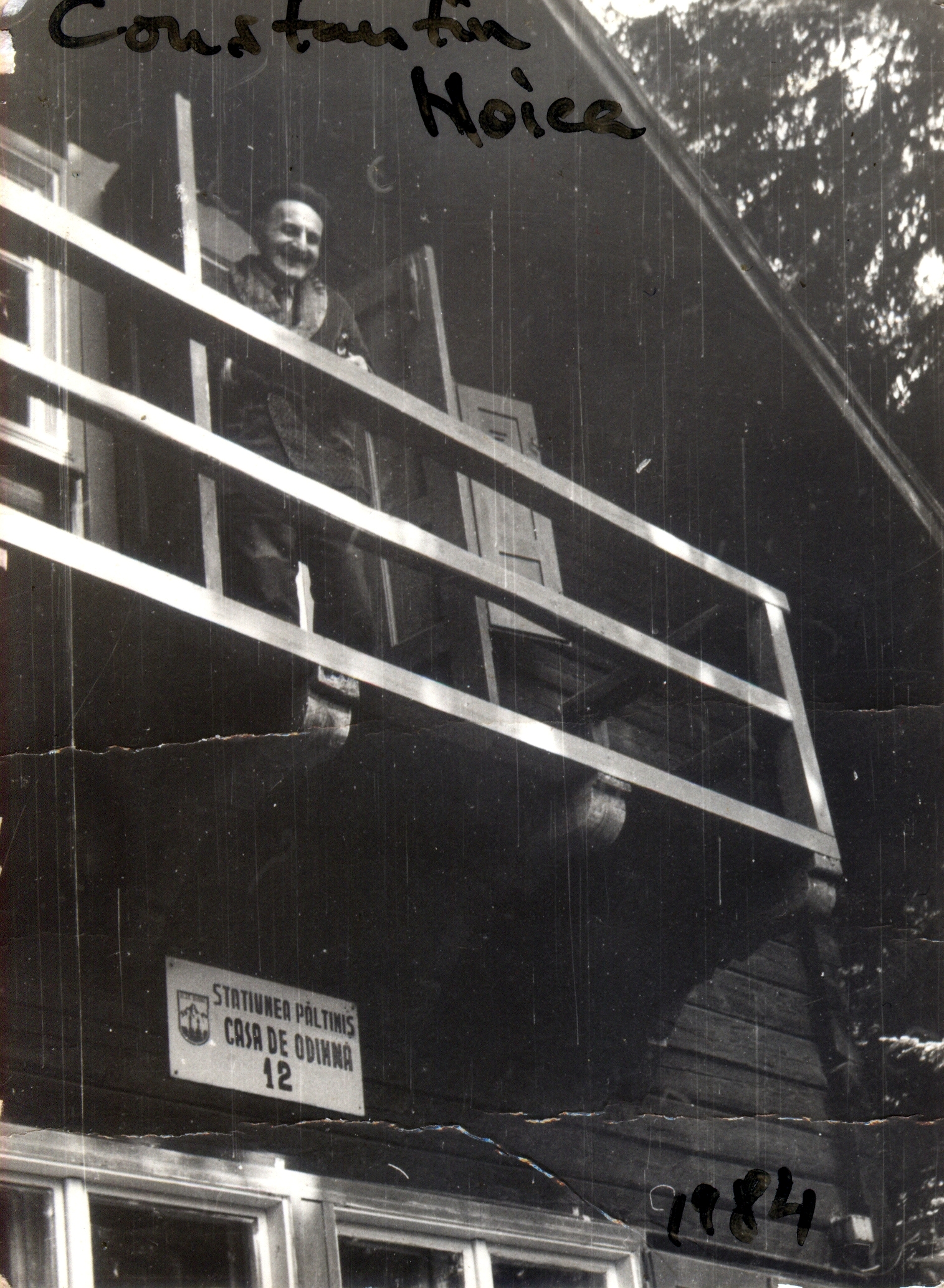
Constantin Noica, 1984

Ab 1975 lebte Noica zurückgezogen in Păltiniș (deutsch Hohe Rinne) bei Hermannstadt/Sibiu in Siebenbürgen. Paradoxerweise entfaltete er jetzt die stärkste Wirkung auf die rumänische Kultur, indem er viel veröffentlichte, bedeutende Projekte initiierte (darunter die Platon-Übersetzung ins Rumänische) und regelmäßig Privatseminare für einen kleinen Kreis von Schülern veranstaltete. Durch die Veröffentlichung des Tagebuchs von Păltiniș durch Gabriel Liiceanu (1983) erreichte Noicas Berühmtheit ihren Höhepunkt. Zahlreiche, vor allem junge Intellektuelle aus allen Disziplinen kamen nun zu Noica nach Păltiniș und baten ihn um geistige Betreuung.

## Werk
Aus De Dignitate Europae (1988)
In Devenirea întru ființă / Das Werden zum Sein (1950) wird das Problem des Neuen aus dem Bereich der Erkenntnis auf den ontologischen Bereich übertragen. Der Verfasser unterscheidet zwischen einem Werden zum Werden (wie es etwa die organische Reproduktion illustriert) und einem Werden zum Sein, ersteres als ontologische Modalität der Selbstwiederaufnahme und der Selbstwiederholung, letzteres als Ausdruck der ontologischen Erneuerung und Vollendung. Noica bezeichnet das Bewusstsein des Werdens zum Sein als Vernunft und zeigt, dass jeweils jede Gruppe der Kantschen Kategorientafel von drei ontologischen Komponenten getragen wird: vom Werden, vom Sein und vom Werden zum Sein. Letzteres erscheint mit vier Modalitäten ausgestattet, die ihrerseits Ausdruck des Rationalen sind: als menschliche Person, als Gemeinschaft, als gesamte Menschheit sowie in den Religionen und schließlich als dialektischer Ablauf des Realen unter Einbeziehung des Menschen.
Aus dieser metaphysischen Sicht untersucht Noica ferner den Fall Goethe und die Vision Hegels in der Phänomenologie des Geistes. Im Werk und in der Person Goethe erkannte er einen Widerspruch zwischen dem erlebten Werden zum Sein (in der Modalität der Person) und dem verkündeten Werden zum Werden. Der erhalten gebliebene Teil der Schrift (Abschied von Goethe) erläutert, warum Goethe zum Verfechter des Werdens zum Werden geworden sei und sowohl die Geschichte als auch die Philosophie abgelehnt habe. Hauptsächlich an Faust wird sichtbar gemacht, dass Goethe sich eben durch die Ablehnung des Rationalen gezwungen sah, im zweiten Teil seines Werkes Mephisto anstelle von Faust zur Hauptgestalt zu machen.
Innerhalb dieses Modells gelten die Bestimmungen des Generellen, was als Anastrophie bezeichnet wird. Es geht somit um eine Wiederentdeckung der drei Hegelschen Begriffe Allgemeinheit, Besonderheit, Einzelheit, die allerdings nicht als selbständige Termini, sondern als verankerte Struktur des Seins begriffen werden. Ab jetzt sieht Constantin Noica dieses nicht nur als ein ontologisches Modell an, sondern benutzt es auch als Bedingung für jede Vollendung, sowohl im Bereich der Erkenntnis als auch im ethischen Verhalten und dem ästhetischen Gelingen. Aber als vollständige Verwirklichung der Realität kann dieses Modell nicht immer dienen, was stattdessen zum Auftreten von ontologischen Prekaritäten führt, die auf den Geist des Menschen bezogen, sechs geistige Krankheiten ergeben. Diese werden in der gleichnamigen Schrift beschrieben (1978) und am Beispiel von historischen Zeitpunkten oder von literarischen Werken veranschaulicht.
Das Traktat der Ontologie (1981) knüpft an diese Vorstellung an und gliedert sie neu. Nach Noicas Meinung muss der traditionellen Ontologie der Vorwurf gemacht werden, dass sie zu sehr unter dem Einfluss des Parmenides stehend, von einem vollkommenen Sein ausgehe, während andererseits die nominalistischen Ontologien zu weit unten ansetze und das individuelle Sein auf eine statistische Größe rationalisiere. Allerdings geht auch das Traktat von individuellen Realitäten aus, in denen aber das ontologische Modell des Verfassers als wirksam dargestellt wird. Wenn das von diesen Realitäten hervorgebrachte Sein nichts weiter als das Werden erreicht (das der Autor als Ausdruck einer ersten Organisiertheit des Realen, nicht als einfachen Wandel oder als einfache Veränderung und nicht als dem Sein entgegengesetzt auffasst), so lässt sich eben nur von der Realität eines Seins zweiter Instanz sprechen. Dafür wird die Bezeichnung Element eingeführt, innerhalb dessen das ontologische Modell Bestand an sich und nicht durch die Dinge gewinnt. Für den Autor sind die drei fundamentalen Elemente: die materiellen Felder, das Leben und die Vernunft.
Das Verhältnis zwischen dem Individuellen, den Bestimmungen und dem Allgemeinen, hat der Autor zum Gegenstand seiner Logik gemacht, die in einer vorläufigen Form in Druck ging. Der traditionellen wie der modernen Logik gegenüber wendet er ein, dem Generellen das Individuelle zu subsumieren, da sowohl Aristoteles als auch die modernen Philosophen mit der Mengenlehre das Teil als Ganzes und das Exemplar als Teil der Menge nachweisen. Solch einer Logik der Subordination, der Hierarchie im militärischen Sinne, der Logik des Ares also, stellt Noica eine Logik des Hermes gegenüber, in der das Teil nicht im Ganzen, sondern das Ganze samt seinen Gesetzen und Begründungen im Teil angesiedelt wird. Dadurch stattet es das Teil und das Individuelle mit der Fähigkeit aus, die Logik jedes Mal neu zu interpretieren.
Sowohl zur Ontologie, in der das Individuelle zum Ausgangspunkt wurde, als auch zur Logik erschließt sich Noica den Zugang nicht mit traditionellen Formen, Begriffen oder Urteilen und nicht mit atomaren Sätzen, die allesamt durch das Denken, d. h. von außen bewegt werden müssen, sondern mit einer neuen logischen Einheit, die Prozesse und Konnexionen ohne Konnektive bewirkt. Formen und Verknüpfungen dieser Art dürfen zur Sprache einer methesis universalis führen, um die sich der rumänische Philosoph Constantin Noica zeit seines Lebens bemüht hat.

## Werke
| - 1934 – Mathesis sau bucuriile simple - 1936 – Concepte deschise în istoria filozofiei la Descartes, Leibniz și Kant / Offene Begriffe in der Geschichte der Philosophie bei Descartes, Leibniz und Kant - 1937 – De caelo - 1940 – Schiță pentru istoria lui cum e cu putință ceva nou / Skizze für eine geschichtliche Darstellung des Wie ist etwas Neues überhaupt möglich - 1943 – Două introduceri și o trecere spre idealism. Cu traducerea primei introduceri kantiene a Criticei Judecarii / Zwei Einführungen und ein Übergang zum Idealismus - 1944 – Pagini despre sufletul românesc - 1944 – Jurnal filosofic - 1962 – Fenomenologia spiritului de GWF Hegel istorisită de Constantin Noica - 1969 – Douăzeci si sapte de trepte ale realului / 27 Stufen des Realen - 1969 – Platon: Lysis (cu un eseu despre înțelesul grec al dragostei de oameni si lucruri) - 1970 – Rostirea filozofică românească - 1973 – Creație și frumos in rostirea românească - 1975 – Eminescu sau gânduri despre omul deplin al culturii romanesti - 1975 – Despărțirea de Goethe - 1978 – Sentimentul românesc al ființei / Das rumänische Seinesgefühl - 1978 – Spiritul românesc la cumpătul vremii. Șase maladii ale spiritului contemporan. / Sechs geistige Krankheiten - 1980 – Povestiri despre om, dupa o carte a lui Hegel: Fenomenologia spiritului - 1981 – Devenirea întru ființă, vol. I: Incercarea asupra filozofiei traditionale; vol. II: Tratat de ontologie / Das Werden zum Sein. 1. Essay zur traditionellen Philosophie 2. Traktat der Ontologie - 1984 – Trei introduceri la devenirea întru ființă - 1986 – Scrisori despre logica lui Hermes | Posthume Schriften - 1988 – De Dignitate Europae (direkt in Deutsch) - 1990 – Jurnal de idei - 1990 – Rugați-vă pentru fratele Alexandru - 1992 – Simple introduceri la bunătatea timpului nostru - 1992 – Introducere la miracolul eminescian - 1994 – Semnele Minervei, publicistică, volumul I - 1996 – Între suflet și spirit, publicistică, volumul II - 1997 – Manuscrisele de la Cîmpulung - 1998 – Echilibrul spiritual. Studii și eseuri (1929–1947) - 2003 – Moartea omului de mâine. Publicistică volumul III - 2007 – Despre lăutărism |

### Fremdsprachliche Schriften
- (zus. mit Otto Pöggeler) A propos de la „Phenomenologie de l'esprit“, in: Archives de philosophie XXX (1967) II, S. 291–301 (unter dem Pseudonym C. Nicasius)
- La philosophie au pays des philosophes. A propos de deux penseurs grecs contemporains, in: Archives de philosophie XXXI (1968) II, S. 301–303 (unter dem Pseudonym C. Nicasius)
- Le devenir au sens de l'etre, in: Revue Roumaine des Sciences Sociales 26 (1982) Nr. 3, S. 221–224
- Selbstdarstellung (deutsch), in: Filosofia oggi VIII (1985) N. 2, S. 229–232

### Übersetzungen ins Rumänische
- Aus dem Griechisch: Platon, Aristoteles-Kommentare von Dexippos, Ammonios Sakkas, Alexander von Aphrodisias und Theophilos Corydalleus.
- Aus dem Lateinischen: Augustinus und Descartes
- Aus dem Deutschen: Kant und Hegel

### Übersetzungen der Werke Noicas ins Deutsche
- De dignitate Europae. Aus dem Rumänischen von Georg Scherg, Bukarest 1988; Traugott Bautz, 2012
- Briefe zur Logik des Hermes. Ins Deutsche übersetzt von Stefan Moosdorf und Christian Ferencz-Flatz, Traugott Bautz, 2011, 210 S.